# 格雷戈里奥·阿莱格里

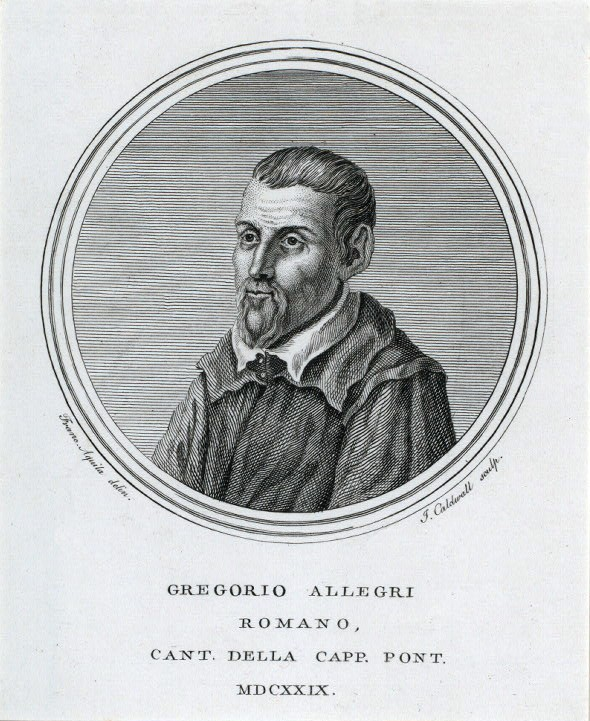
格雷戈里奥·阿莱格里

格雷戈里奥·阿莱格里（義大利語：Gregorio Allegri，1582年—1652年2月7日），義大利羅馬樂派音樂家。1607年在費爾莫教堂擔任作曲家兼歌唱家的工作。1629年到羅馬進入天主教教廷的唱詩班，直到逝世為止。
阿莱格里最知名的作品為合唱曲《求主垂憐》（Miserere mei deus），本作品問世之後被教廷視為瑰寶，一度禁止樂譜外傳，歷來許多的音樂家企圖複製樂譜皆失敗。直到1770年，當時年僅14歲的莫札特在西斯汀教堂聽完這首歌，將樂譜默背出來，經過比對竟只差幾個音符而已，教皇並因此授予莫札特黃金馬刺十字勳章。